# Real Alternative
Real Alternative – zestaw kodeków do odtwarzania plików RealMedia, które wcześniej odtwarzał tylko RealPlayer.
W skład zestawu wchodzą:
- kodeki – pozwalają na odtwarzanie plików RealMedia na dowolnym odtwarzaczu.
- Media Player Classic – lekki odtwarzacz filmów.
- wtyczki do przeglądarek WWW.

## Odtwarzane formaty
- RealAudio (.ra .rpm)
- RealMedia (.rm .ram .rmvb .rpx .smi .smil)
- RealText (.rt)
- ReadPix (.rp)